# Initao-Libertad Protected Landscape/Seascape
Das Initao-Libertad Protected Landscape/Seascape ist ein kombiniertes Natur- und Meeresschutzgebiet und liegt auf dem Gebiet der Gemeinden Libertad und Initao in der Provinz Misamis Oriental auf den Philippinen. Es wurde am 16. September 2002 durch die Zusammenlegung des Initao National Parks mit dem Libertad Protected Landscape and Seascape eingerichtet. 
Die Kernzone des Naturschutzgebietes umfasst eine Fläche mit 1.300,78 Hektar und eine Pufferzone mit 800,45 Hektar. Das Naturschutzgebiet umfasst eine Vielzahl von terrestrischen und marinen Ökosystemen wie Regenwälder, Korallenriffe und Seegraswiesen. In dem Gebiet liegen einige Höhlensysteme. Touristen und die einheimische Bevölkerung nutzen das Initao-Libertad Protected Landscape/Seascape meistens zur Erholung.  

## Galerie

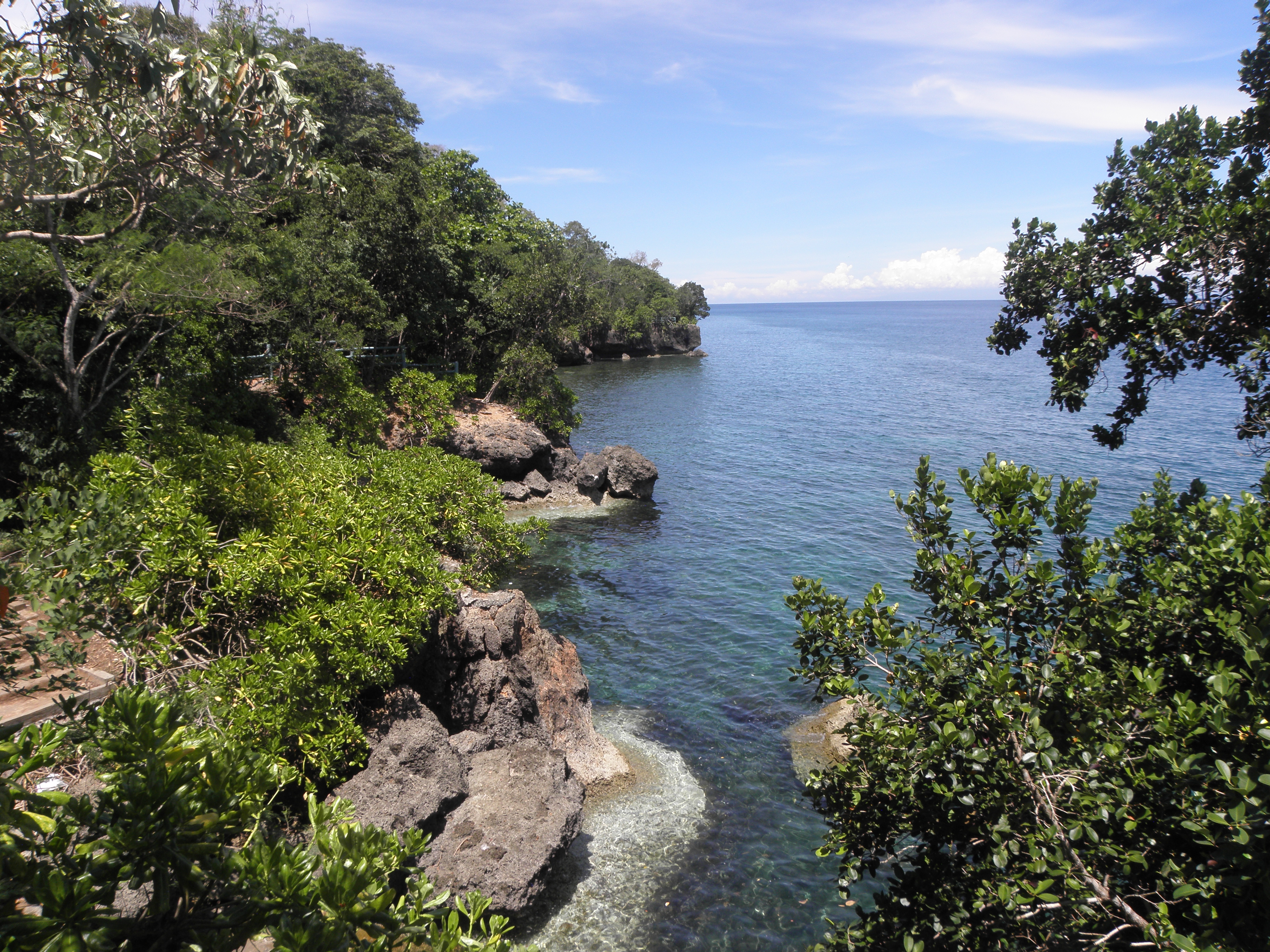
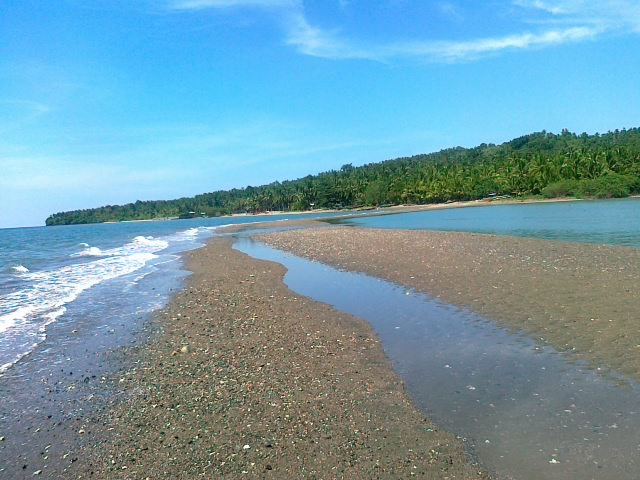
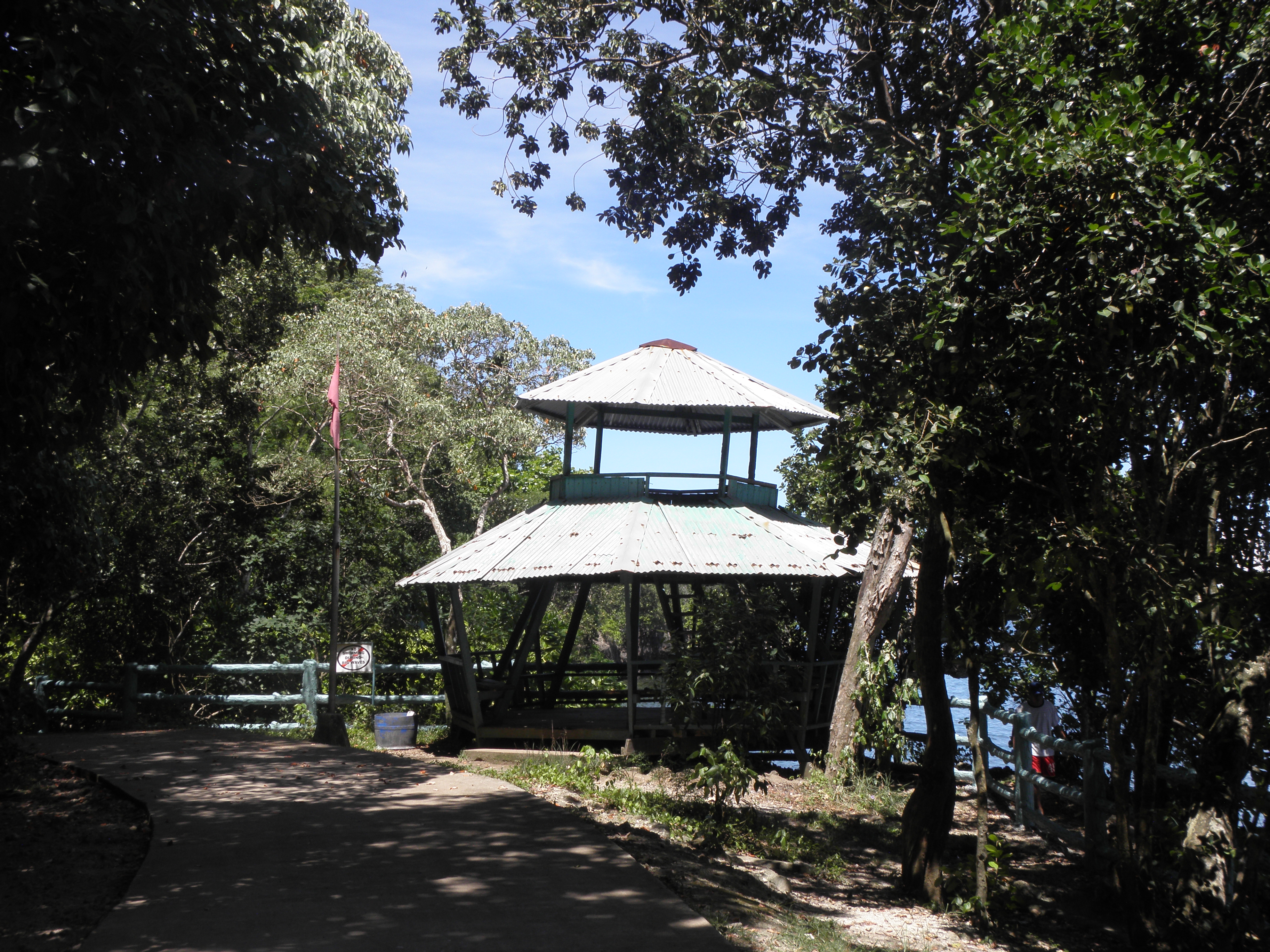
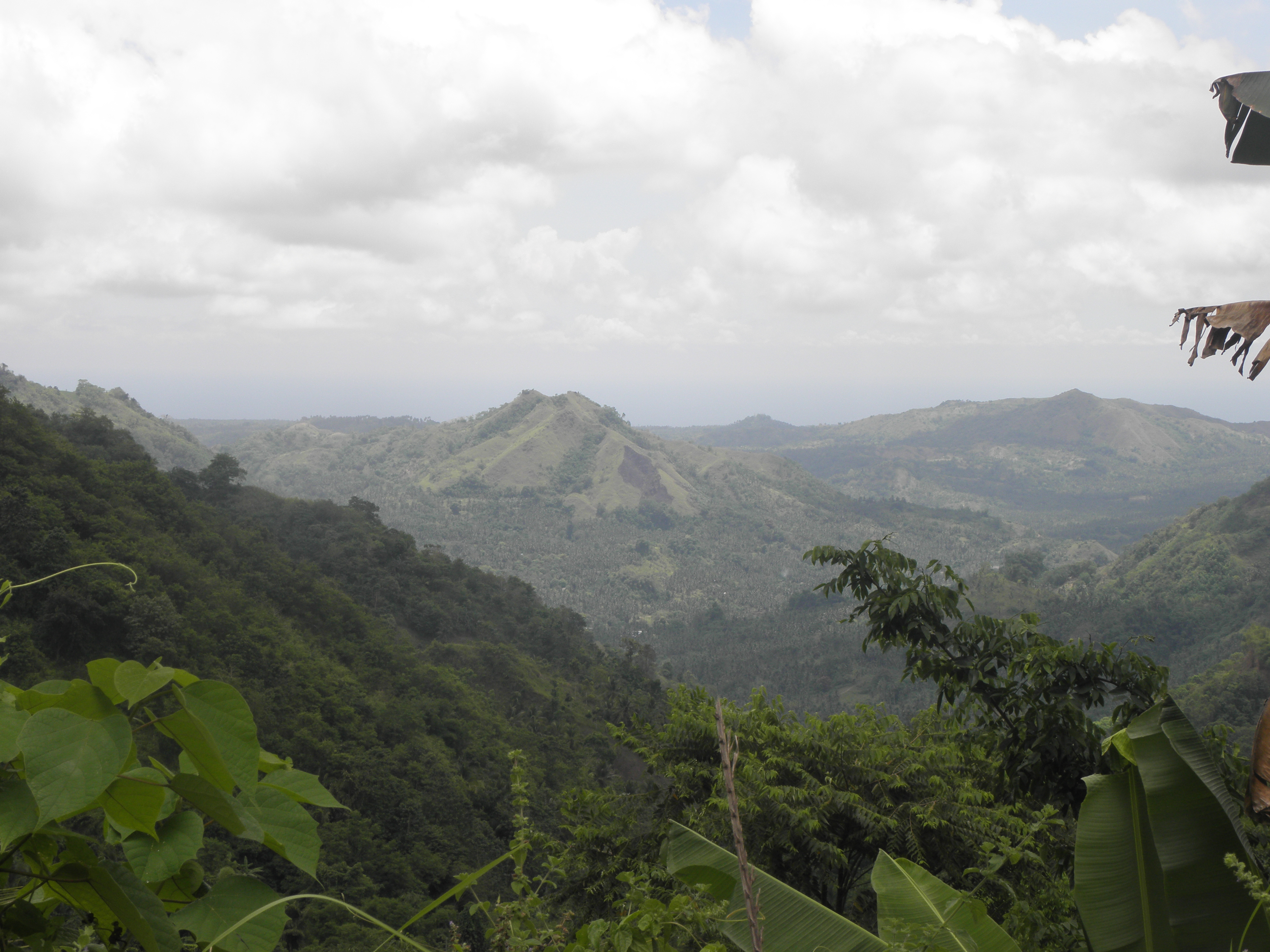